# 烏蘇里黃顙魚
烏蘇里黃顙魚（学名：Pelteobagrus ussuriensis），俗称嘎牙鱼、嘎牙子鱼，為輻鰭魚綱鯰形目鱨科的其中一種温帶淡水魚類，其种加词“ussuriensis”意为“乌苏里的”。分布於东北亚烏蘇里江、松花江、黑龙江等流域，體長可達100公分，棲息在底層水域，生活習性不明。